# Gaig blau porprat
El gaig blau porprat (Coracias naevius) és una espècie d'ocell de la família dels coràcids (Coraciidae) que habita boscos, zones obertes, camps de conreu i ciutats de gran part de l'Àfrica Subsahariana, mancant de la selva de l'Àfrica central i Occidental i de les zones més àrides.